# Colostygia olbiaria
Colostygia olbiaria là một loài bướm đêm trong họ Geometridae.